# Marwitzia
Marwitzia és un gènere d'arnes de la família Crambidae.

## Taxonomia
- Marwitzia centiguttalis Gaede, 1917
- Marwitzia costinigralis Maes, 1998
- Marwitzia dichocrocis (Hampson, 1913)

## Espècies antigues
- Marwitzia polystidzalis (Hampson, 1918)